# Mutsu

Este artigo é sobre a cidade japonesa. Para a antiga província japonesa, veja Província de Mutsu.
Mutsu (むつ市, Mutsu-shi) é uma cidade japonesa localizada na província de Aomori, na região Tohoku.

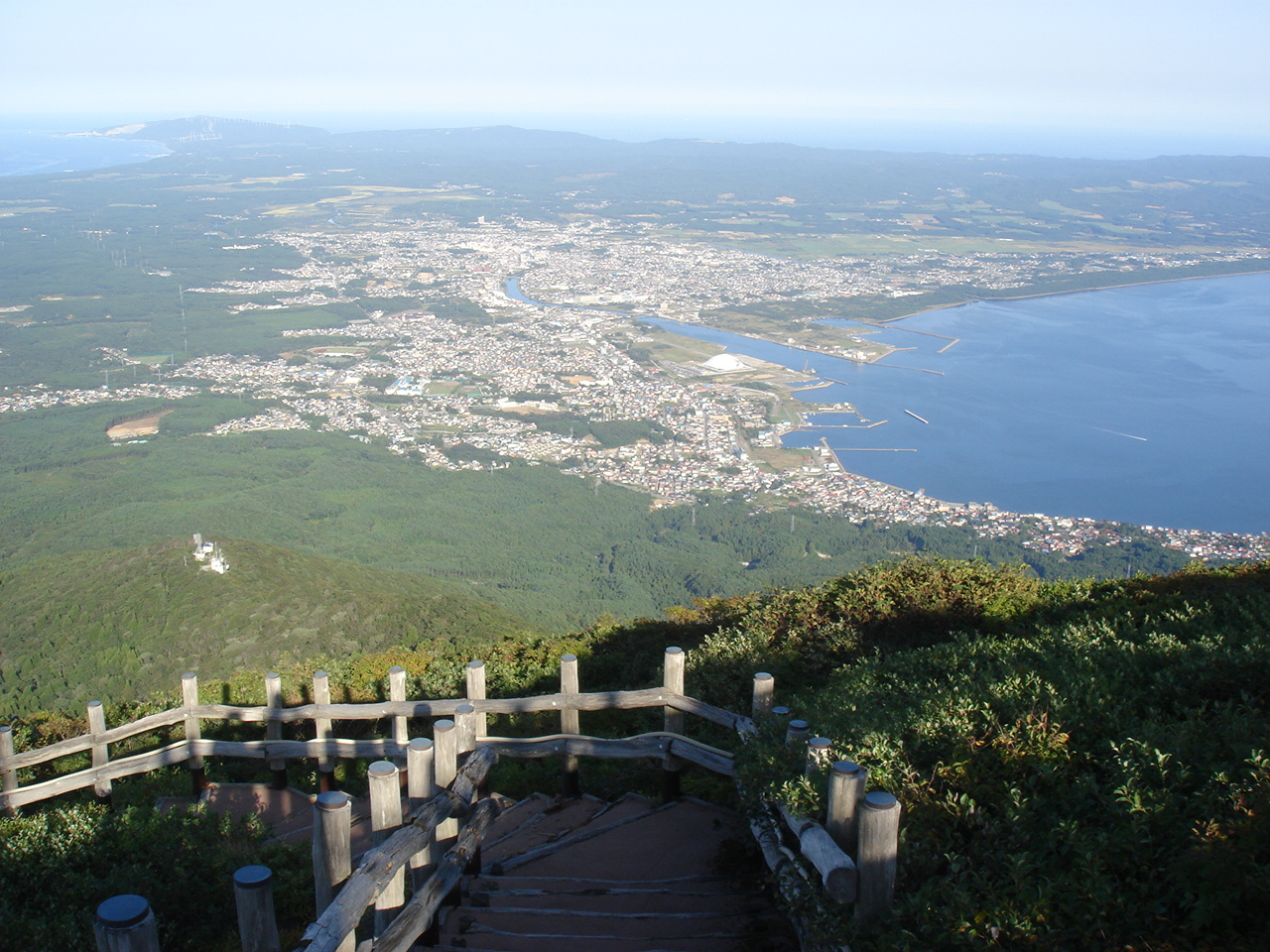

Em 2003 a cidade tinha uma população estimada em 49,217 habitantes e uma densidade populacional de 200,17 h/km². Tem uma área total de 245,88 km².
Recebeu o estatuto de cidade a 1 de Setembro de 1959.

## Cidades-irmãs
- Aizuwakamatsu, Japão
- Port Angeles, Estados Unidos